# Milán-San Remo 1954
La Milán-San Remo 1954 fue la 45.ª edición de la Milán-San Remo. La carrera se disputó el 19 de marzo de 1954, siendo el vencedor final el belga Rik van Steenbergen, que se impuso en el sprint.

## Clasificación final
| Posición | Ciclista            | Equipo             | Tiempo     |
| -------- | ------------------- | ------------------ | ---------- |
| 1        | Rik van Steenbergen | Mercier-Hutchinson | 7h 10' 03" |
| 2        | Francis Anastasi    | Mercier-Hutchinson | m. t.      |
| 3        | Giuseppe Favero     | Bianchi-Pirelli    | m. t.      |
| 4        | Fausto Coppi        | Lygie              | m. t.      |
| 5        | Loretto Petrucci    | Peugeot-Dunlop     | m. t.      |
| 6        | Stan Ockers         | Touring-Pirelli    | m. t.      |
| 7        | Désiré Keteleer     | Nivea-Fuchs        | m. t.      |
| 8        | Fiorenzo Magni      | Bianchi-Pirelli    | m. t.      |
| 9        | Ettore Milano       | Frejus             | m. t.      |
| 10       | Guido Messina       | Bartali-Brooklyn   | m. t.      |